# Wilhelm Zimmer

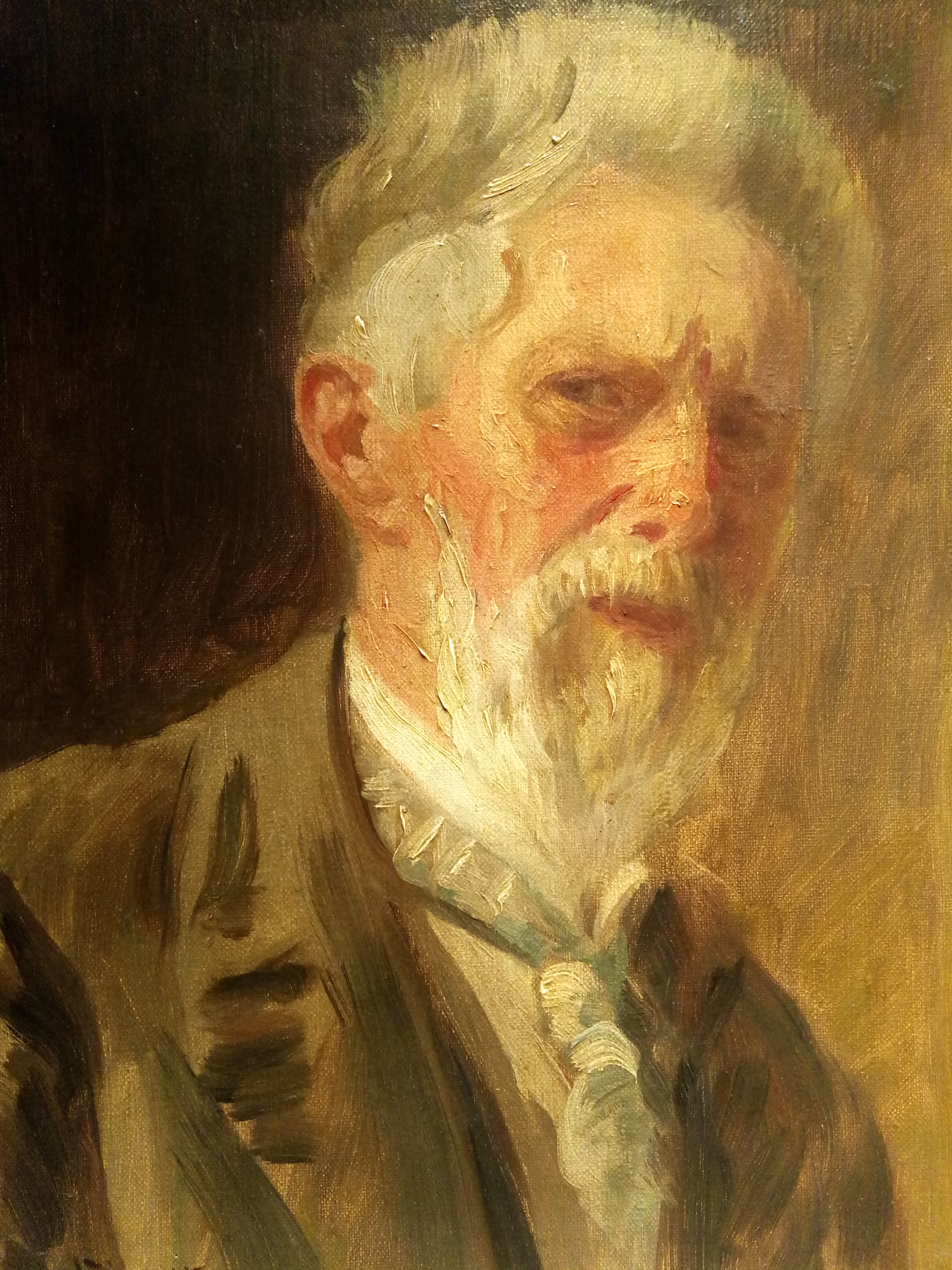
Wilhelm Zimmer, Selbstbildnis, 1928

Wilhelm Carl August Zimmer (* 16. April 1853 in Apolda; † 20. Dezember 1937 in Reichenberg, Kreis Dresden) war ein deutscher Maler.
Zimmer malte vorwiegend Landschaften und andere Motive aus seiner Heimat Thüringen. Er besuchte von 1871 bis 1878 als Schüler von Theodor Hagen die Weimarer Kunstschule und wurde dort selbst Lehrer. Er leitete als Professor die Klasse für Genremalerei von 1883 bis 1885. Bei Aufenthalten auf Rügen in Göhren/Mönchgut 1881 malte er eine Serie von mindestens zwölf Feder-/Tuschezeichnungen über die Arbeit und den Alltag der dortigen Fischer. Seine nächsten Lebensorte waren Düsseldorf (ab 1889), Eisenach (ab 1893), Königsfeld/Baden (ab 1903), Buchenberg bei Königsfeld (ab 1905) und das „Schweitzerhaus“ im Lößnitzgrund zwischen Radebeul und Buchholz bei Dresden (ab 1908). Der letzte Wohnsitz gehörte zu Buchholz (1940 geändert in Friedewald) und ab 1918 zu Reichenberg bei Dresden. Zimmer war mit Anna, geborene Thomas (24. März 1856 Warmbrunn bei Hirschberg/Riesengebirge – 1. Januar 1936 Reichenberg, Kreis Dresden), verheiratet. Im Februar 2005 fand in Eisenach eine Ausstellung mit Bildern von Zimmer statt.

## Werke (Auswahl)

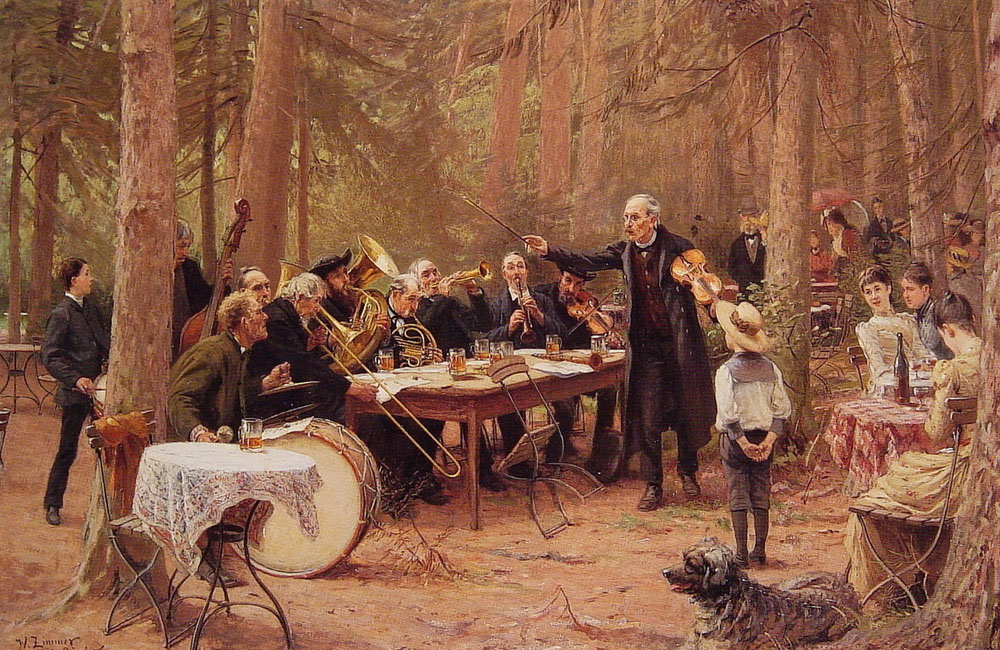
The Orchestra Biergarten
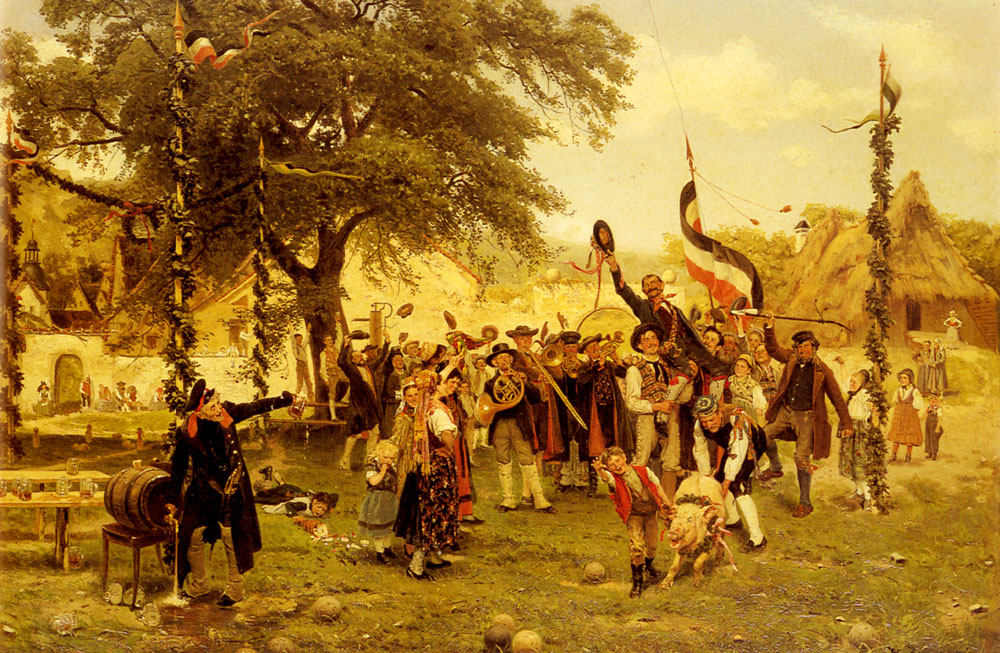
The Bowling Champion (1882)
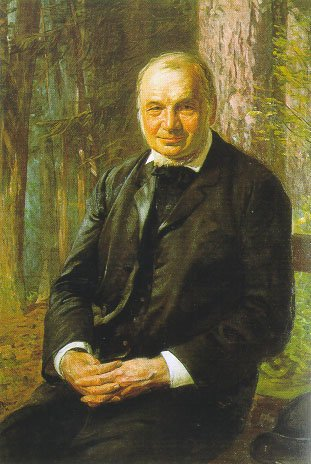
Friedrich von Bodelschwingh d. Ä. (1906)